# Amt Bornheimerberg

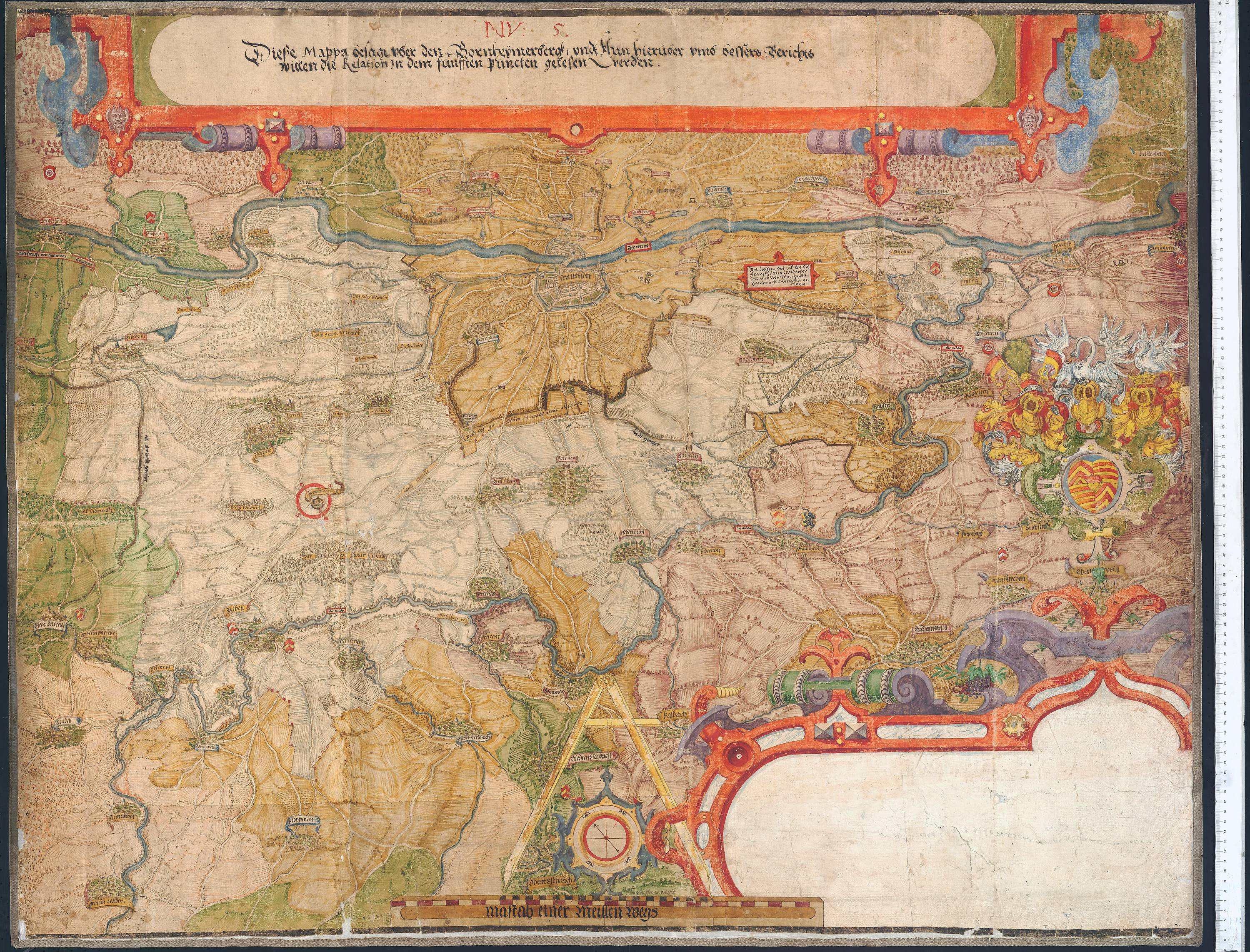
Karte von 1583 des vereidigten Landmessers und Kartographen Elias Hoffmann (gest 1592) aus Frankfurt über den Bornheimer Berg und Frankfurt betreffs der Grenzstreitigkeiten zwischen der Freien Reichsstadt Frankfurt und der Grafschaft Hanau-Münzenberg

Bornheimerberg war ein Amt der Herrschaft und späteren Grafschaft Hanau, dann der Grafschaft Hanau-Münzenberg und zuletzt der Landgrafschaft Hessen-Kassel. Es wurde alternativ, nach seinem Hauptort, auch als „Amt Bergen“ bezeichnet.

## Funktion
In der Frühen Neuzeit waren Ämter eine Ebene zwischen den Gemeinden und der Landesherrschaft. Die Funktionen von Verwaltung und Rechtsprechung waren hier nicht getrennt. Dem Amt stand ein Amtmann vor, der von der Landesherrschaft eingesetzt wurde.

## Lage
Das Amt umgab die Reichsstadt Frankfurt nördlich des Mains und südlich der Nidda im Westen, Norden und Osten. Außerdem gehörte bis 1481 das südmainische Oberrad dazu. Ursprünglich gehörten neunzehn Gemeinden im Frankfurter Umland zu dem Amt.

## Name
Das Amt Bornheimerberg wurde auch „Grafschaft Bornheimerberg“ genannt. Namensgebend war das heute zu Frankfurt gehörige und etwas erhöht liegende Bornheim, das aber bereits 1481 aus dem Amt ausschied.

## Geschichte
1320 verpfändete König Ludwig IV. den Bornheimerberg an Ulrich II. von Hanau. 1336 gestattete der Kaiser der Stadt Frankfurt, den Bornheimerberg an seiner Stelle von Hanau einzulösen. 1351 erneuerte König Karl IV. allerdings diese Pfandschaft für Hanau. 1434 wurde Graf Reinhard II. von Hanau von Kaiser Sigismund mit dem Bornheimerberg belehnt. Bei der Teilung der Grafschaft Hanau 1458 kam der Bornheimerberg zur Grafschaft Hanau-Münzenberg.
Das widersprüchliche Verhalten des Reichs führte selbstverständlich zum Streit zwischen Frankfurt und Hanau, zumal Frankfurt sich so von Hanauer Gebiet „umzingelt“ sah. Alle Versuche Frankfurts, dies zu verhindern, scheiterten. Zwar wurden die Ansprüche Frankfurts auf die neunzehn Dörfer des Amtes nach einem über hundert Jahre dauernden Prozess vom Reichsgericht bestätigt, jedoch verfügten weder Frankfurt noch das Reich über die Macht, das Urteil durchzusetzen. So ließ sich die Stadt schließlich auf einen Vergleich ein. Nachdem die Schelme von Bergen ihre Rechte an Bornheim 1475 an Frankfurt verkauft hatten, gab 1481 auch Hanau seinen Anspruch auf Bornheim auf. Zusammen mit Hausen und Oberrad fiel Bornheim damit endgültig an die Stadt Frankfurt. Als Gegenleistung verzichtete Frankfurt auf seine Ansprüche auf die übrigen sechzehn Gemeinden des Bornheimerbergs. Diese bildeten nun endgültig und unbestritten das hanauische Amt Bornheimerberg. Diese Entwicklung wurde abgeschlossen, indem die Grafen von Hanau das Reichslehen 1485 ablösen und in Eigentum umwandeln konnten.
Da der Hauptort des Amtes, Bornheim, nach 1481 zu Frankfurt gehörte, wurde nach der Teilung das Bornheimer Grafschaftsgericht nach Bergen verlegt.
1736 starb das Geschlecht der Grafen von Hanau aus und die Grafschaft und mit ihr das Amt Bornheimerberg fielen an die Landgrafen von Hessen-Kassel. Ab 1806 war das Amt französisch besetzt. 1810 kam es zum Großherzogtum Frankfurt. Nach französischem Vorbild hatte man im Großherzogtum eine Einteilung nach Départements und Arrondissements vorgenommen. In diesem Fall orientierten sich diese Organisationen an den alten Strukturen: Die Grafschaft Hanau wurde zum Departement Hanau, das Amt Bornheimerberg zum Arrondissement (deutsch: Distrikt) Bergen. Nach dem Ende der Franzosenzeit und durch den Wiener Kongress wurde 1815 das Kurfürstentum Hessen einschließlich dem Amt Bergen (früheres Amt Bornheimerberg) wiederhergestellt.
Mit Wirkung vom 1. Januar 1822 wurde die Verwaltung im Kurfürstentum nach der kurfürstlichen Verordnung vom 29. Juni 1821 nach preußischem Vorbild neu organisiert: Justiz (§§ 36 ff. der Verordnung) und Verwaltung (§§ 58 ff. der Verordnung) wurden getrennt und auch räumlich neu organisiert. Damit hörte die alte Amtsverwaltung auf zu bestehen. Für die Zuständigkeit der Gerichte erster Instanz blieb die örtliche Zuständigkeit in den alten Amtsgrenzen erhalten. Die Verwaltung aber wurde oberhalb der Gemeindeebene in Landkreisen neu organisiert. Die Gemeinden des Amtes Bornheimerberg kamen zum neu gegründeten Kreis Hanau. Sie hatten damals zusammen 7.397 Einwohner.

## Umfang

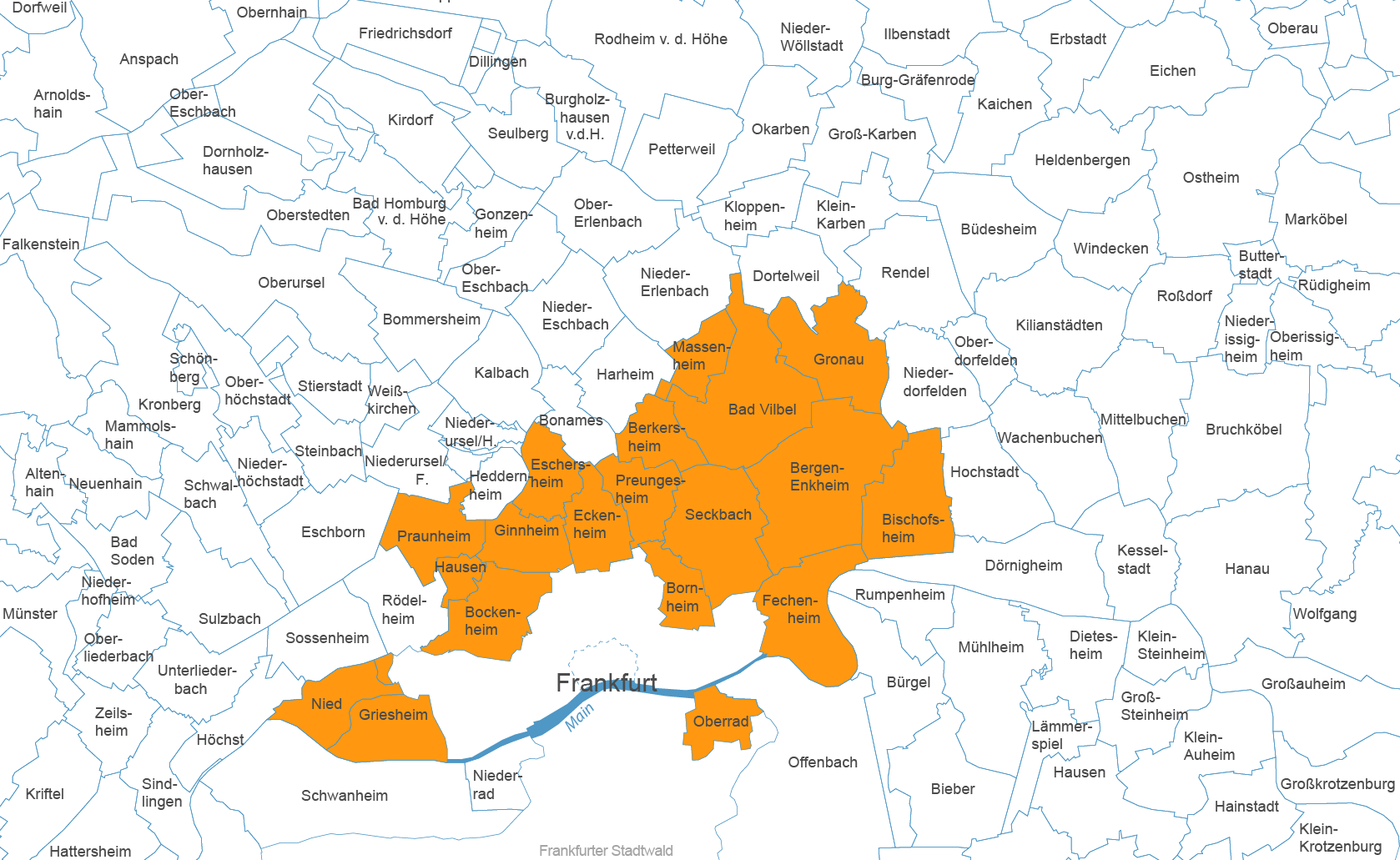
Gebietsstand vor 1481

Das Amt Bornheimer Berg umfasste die Orte
- Bergen
- Berkersheim
- Bischofsheim
- Bornheim, nach 1481 zu Frankfurt
- Bockenheim
- Eckenheim
- Enkheim
- Eschersheim
- Fechenheim
- Ginnheim
- Gronau
- Hausen, nach 1481 zu Frankfurt
- Massenheim
- Nied
- Oberrad, nach 1481 zu Frankfurt
- Praunheim, Kondominat mit Grafen von Solms
- Preungesheim
- Seckbach
- Vilbel, Kondominat zunächst mit Falkenstein, später mit dem Erzbistum Mainz

## Gericht Bornheimerberg
Zu unterscheiden von dem Amt Bornheimerberg ist das Gericht Bornheimerberg. Es umfasste nur einen Teil der Orte, die das Amt umfasste und hatte seinen Sitz zunächst in Bornheim, ab 1484 in Bergen:
- Bergen
- Bischofsheim
- Bockenheim
- Eckenheim
- Enkheim
- Gronau
- Massenheim
- Praunheim
- Vilbel